# Cacostegania australis
Cacostegania australis es un género de polilla de la familia Geometridae. Fue descrita por primera vez por William Warren en 1901 y se puede encontrar distribuido en África.

## Descripción
Es una polilla mediana con una envergadura de 28 milímetros (1,1 plg). Las alas anteriores son gris rosado, muy densamente salpicadas de pequeñas escamas fucsias y rojizas. Cuenta con líneas transversales de color rojo oscuro. Cuenta también con una franja gris rufo y la marca de la celda lineal que es roja. El borde costal del ala también es de color rojo. Las alas posteriores sin la primera línea transversal y la línea externa irregularmente ondulada y doblada, no dentada. La mancha celular es oscura en ambas alas.